# Le Boullay-les-Deux-Églises
Le Boullay-les-Deux-Églises település Franciaországban, Eure-et-Loir megyében. Lakosainak száma 250 fő (2022. január 1.). Le Boullay-les-Deux-Églises Tremblay-les-Villages, Tréon és Saulnières községekkel határos.

## Népesség
A település népességének változása:
| Lakosok száma | 164  | 178  | 187  | 223  | 263  | 270  | 261  | 250  | 246  | 250  |
|               | 1968 | 1982 | 1990 | 2006 | 2013 | 2015 | 2017 | 2019 | 2020 | 2022 |